# リス君は歌姫がお好き
『リスの音楽合戦』（リスのおんがくがっせん）または、『リス君は歌姫がお好き』（リスくんはうたひめがおすき、原題：Two Chips and a Miss）は、ウォルト・ディズニー・プロダクション（現：ウォルト・ディズニー・カンパニー）が制作したアニメーション短編映画。公開は1952年3月21日。チップとデールの短編映画シリーズの一作品である。

## あらすじ
ニューヨークの街の郊外に住むチップとデール。街の喧騒をよそに、お互いさっさと寝ようと言い寝床に入る2人だが、チップは枕元に隠していたナイトクラブの歌姫・クラリスから今夜会いたいという手紙を取り出す。デールは夢遊病で起き出しどこかへ出て行ってしまい、その隙にチップはきっちりと正装に着替え、揚々とクラブへ出かけた。一方、夢遊病と思われたデールも、周りに誰もいないことを確認し正装に着替える。デールもまたクラリスから手紙を受け取っていたのだ。クラリスの楽屋前で2人は鉢合わせし、クラリスの目の前で大喧嘩を始める。
そんな中、クラリスのステージが始まる。ステージ中何度も目配せするクラリスに興奮するチップとデール。クラリスが客席に投げた花に思わず飛びつき、ついに2人はステージに上がりこむ。そこでチップがステージにあったピアノの演奏を始め、クラリスはチップの演奏に合わせて歌う。対してデールも負けじと鉛筆とマッチ箱のコントラバスで応戦。感激したクラリスはチップとデールに熱いキスを浴びせ、最後にみんなで一緒に歌う。そして、左右を挟んでの二人同時のキスをしゃがんでかわし、チップとデールが熱いキスを交し合うのを見て、三人一緒に大笑いするのだった。

## スタッフ
- 製作：ウォルト・ディズニー
- 監督：ジャック・ハンナ
- 作画：ビル・ジャスティス、ジョージ・クレイスル、ボラス・ジョーンズ
- 特殊効果：ブレイン・ギブソン
- 脚本：ニック・ジョージ、ビル・バーグ
- 美術：イェール・グレーシー
- 背景：レイ・ハフィーン
- 音楽：ジョセフ・デュビン

## 登場キャラクター
- チップ（声：ジム・マクドナルド）（吹き替え：滝沢ロコ）
- デール（声：デジー・フリン）（吹き替え：稲葉実）
- クラリス（声：マーサ・ティルトン）（吹き替え：一城みゆ希）

## 使用楽曲
- My Destiny （原曲:ビリー・エクスタイン） - クラリスの歌唱曲
- Little Girl （原曲:（ウィスパリング）ジャック・スミス（英語版）） - 最後に3人で歌う曲

## 日本での公開

### 収録
- 『ゆかいな仲間たち ミッキーに夢中』（VHS、ブエナ・ビスタ・ホーム・エンターテイメント）
- 『夢と魔法の宝石箱ドナルドといたずらギャング』（VHS・LD、DHVジャパン）
- 『ハロー! チップとデールがやってきた!!』（VHS、ブエナ・ビスタ・ホーム・エンターテイメント）
- 『ハロー! チップとデールがやってきた!!』（DVD、ブエナ・ビスタ・ホーム・エンターテイメント）